# Сарафян, Даниэль
 Даниэль Сарафян Гантман (род. 21 августа 1982 года) — бразильско-армянский боец смешанных боевых искусств, выступающий в полутяжёлом весе. Профессиональный боец ММА с 2006 года, ранее выступал в UFC, Bellator, и был участником на бразильском телевизионном канале «Globo» в реалити-шоу «The Ultimate Fighter: Brazil».

## Биография
Даниэль Сарафян родился 21 августа 1982 года в Сан-Паулу, Бразилия. Начал заниматься боевыми искусствами в возрасте пяти лет вместе со своим братом Гильермо под влиянием своего деда Барсега Сарафяна — армянина по национальности, у которого был чёрный пояс по дзюдо. Сарафян занимался исключительно занятиями дзюдо, пока ему не исполнилось десять лет, тогда он начал заниматься карате. В шестнадцати летнем возрасте начал активно заниматься бразильским джиу-джитсу. Поступив в старшие классы и постоянно набирая вес, Даниэль начал тренироваться и заниматься смешанными единоборствами. Спустя пару тренировок Сарафян «влюбился в бои».

## Спортивная карьера

### Ранняя карьера
Сарафян дебютировал на Predator FC 2 против Хорхе Луиса Безерра, выиграв бой в третьем раунде. В своём следующем поединке он согласился сразиться с ветераном UFC и Strikeforce Майком Уайтхедом. Даниэль Сарафян проиграл бой единогласным решением судей. После поединка с Уайтхедом Сарафяна попросили принять участие в схватке за районные боевые промоакции, небольшую акцию, базирующуюся в Соединенных Штатах. Даниэль принял бой и победил, использовав рычаг на руку (armbar) в третьем раунде.
Даниэль Сарафян остался в США и участвовал в рекламной кампании техасского чемпионата «Xtreme Fight». Он дрался с Седриком Марксом и выиграл бой при помощи сдачи соперника в первом раунде. Затем Сарафян подписал контракт с Bellator, условиями которого было выступление на главном бою мероприятия. Даниэль сразился с Гарри Падилья, проиграв во втором раунде из-за остановки рефери. Сарафян одержал победу четыре раза подряд, прежде чем подписаться на участие в The Ultimate Fighter.

### The Ultimate Fighter
В марте 2012 года выяснилось, что Сарафян был выбран в качестве участника на The Ultimate Fighter: Brazil. Он одержал победу над Ричардсоном Морейрой, после чего решил переехать в дом Ultimate Fighter и стать официальным членом актёрского состава передачи.
Сарафян был выбран Витором Белфортом в качестве третьего участника (шестого в общем зачёте) в составе команды Белфорт. В первом бою сезона в среднем весе Даниэль Сарафян был выбран для поединка с Рене Форте. Сарафян доминировал в борьбе и победил с помощью удушения сзади во втором раунде.
В полуфинале Даниэль был выбран для борьбы с Сержиу Мораисом. Сарафян выиграл бой в первом раунде, нокаутировав Мораиса. Победа помогла попасть Сарафяну в финал турнира в среднем весе, который состоится на UFC 147.

### Ultimate Fighting Champioship
23 июня 2012 года Сарафян должен был официально дебютировать в UFC на UFC 147, чтобы определить победителя в среднем весе The Ultimate Fighter: Brazil. Однако из-за травмы Сарафян был заменен Сержиу Мораисом и не участвовал в соревнованиях.
В своём дебюте Даниэль встретился с Доллауэйом Си Би 19 января 2013 года на UFC на FX: Belfort vs. Биспинг. Он проиграл бой раздельным решением судей. Несмотря на проигрыш, он был удостоен награды «Бой вечера».
Сарафян встретился с новичком Эдди Мендесом 8 июня 2013 года на UFC на Fuel TV 10. Он выиграл бой с помощью треугольника в первом раунде.
В финале The Ultimate Fighter: Brazil в среднем весе Даниэль Сарафян встретился с Сезаром Феррейрой 9 ноября 2013 года на UFC Fight Night 32. Он проиграл бой раздельным решением судей.
Сарафян встретился с Кичи Канимото в полусреднем весе 14 июня 2014 года на UFC 174. Он проиграл бой удушением сзади и впоследствии сдачей в первом раунде.
Ожидалось, что Сарафян вернётся в средний вес и встретится с Дэном Миллером 20 декабря 2014 года на UFC Fight Night 58. Однако Миллер не смог выйти в восьмиугольник 11 декабря и был заменён новичком Антонио Дос Сантосом младшим. Даниэль выиграл бой во втором раунде техническим нокаутом, так как Дос Сантос вывихнул палец и не смог его продолжить.
Также ожидалось, что Сарафян встретится с Рикардо Абреу 6 июня 2015 года на UFC Fight Night 68. Однако 4 мая Даниэль был вынужден покинуть мероприятие из-за травмы и был заменен Джейком Коллиером.
Сарафян должен был встретиться с Сэмом Алви 21 февраля 2016 года на UFC Fight Night 83. Однако, Алви не вышел на поединок из-за травмы в конце декабря после того, как получил перелом челюсти, его заменил Олувейл Бемгбос. Даниэль Сарафян проиграл бой нокаутом в первом раунде. После его проигрыша Бемгбосу, UFC не стал продлевать с ним контракт.

### Период карьеры после UFC
29 апреля 2017 года на турнире LFA: Sioux Falls Fight Night 1 в Су-фолсе победил единогласным решением судей Джеймса Остина Хейдлэйджа.
На турнире ACB 82: Силва vs. Колобегов в родном городе Даниэля Сан-Паулу 9 марта 2018 года он одерживает победу над Карлосом Эдуардо единогласным решением судей. Для Даниэля данный бой был единственным в российском промоушене ACA.
В августе 2020 года Даниэль Сарафян подписывает контракт с промоушеном смешанных боевых искусств Taura MMA Championship.

## Титулы и достижения

### Смешанные боевые искусства
- Ultimate Fighting Championship
  - Финалист турнира The Ultimate Fighter: Brazil в среднем весе (заменён из-за травмы на Сержиу Мораиса)

## Статистика
| Профессиональный рекорд |          |             |
| 17 Боёв                 | 11 побед | 6 поражений |
| Нокаутом                | 1        | 2           |
| Досрочной сдачей        | 7        | 1           |
| По решению              | 3        | 3           |

| Результат | Рекорд | Противник               | Способ                               | Мероприятие                            | Дата            | Раунд | Время | Место                                 | Примечание                     |
| --------- | ------ | ----------------------- | ------------------------------------ | -------------------------------------- | --------------- | ----- | ----- | ------------------------------------- | ------------------------------ |
| Победа    | 11-6   | Карлос Эдуардо          | Единогласное решение                 | ACB 82: Силва vs. Колобегов            | 9 марта 2018    | 3     | 5:00  | Сан-Паулу, Бразилия                   |                                |
| Победа    | 10-6   | Джеймс Остин Хейдлэйдж  | Единогласное решение                 | LFA: Sioux Falls Fight Night 1         | 29 апреля 2017  | 3     | 5:00  | Су-Фолс, Южная Дакота, США            | Возвращение в полутяжёлый вес. |
| Поражение | 9-6    | Олувейл Бемгбос         | Нокаут (удар в голову)               | UFC Fight Night: Cowboy vs. Cowboy     | 21 февраля 2016 | 1     | 1:00  | Питсбург, Пенсильвания, США           |                                |
| Победа    | 9-5    | Антонио Дос Сантос мл.  | Технический нокаут (травма пальца)   | UFC Fight Night: Machida vs. Dollaway  | 20 декабря 2014 | 2     | 1:01  | Баруэри, Бразилия                     | Возвращение в средний вес.     |
| Поражение | 8-5    | Киичи Канимото          | Удушающий приём (удушение сзади)     | UFC 174                                | 14 июня 2014    | 1     | 2:52  | Ванкувер, Британская Колумбия, Канада | Дебют в полусреднем весе.      |
| Поражение | 8-4    | Сезар Феррейра          | Раздельное решение                   | UFC Fight Night: Belfort vs. Henderson | 9 ноября 2013   | 3     | 5:00  | Гояния, Бразилия                      |                                |
| Победа    | 8-3    | Эдди Мендес             | Удушающий приём (треугольник руками) | UFC on Fuel TV: Nogueira vs. Werdum    | 8 июня 2013     | 1     | 2:20  | Форталеза, Бразилия                   |                                |
| Поражение | 7-3    | Си Би Доллауйэ          | Раздельное решение                   | UFC on FX: Belfort vs. Bisping         | 19 января 2013  | 3     | 5:00  | Сан-Паулу, Бразилия                   | Дебют в UFC. Бой вечера.       |
| Победа    | 7-2    | Рикардо Сильва          | Удушающий приём (удушение сзади)     | Pretorian 1                            | 5 июля 2011     | 1     | 4:01  | Сан-Паулу, Бразилия                   |                                |
| Победа    | 6-2    | Джилклеи Антонио Сильва | Технический нокаут (удары)           | Blaze FC 1                             | 26 февраля 2011 | 1     | 1:44  | Куритиба, Бразилия                    |                                |
| Победа    | 5-2    | Маурисио Алонсо         | Единогласное решение                 | First Class Fight 5                    | 23 октября 2010 | 3     | 5:00  | Сан-Паулу, Бразилия                   |                                |
| Победа    | 4-2    | Юри Вилаш Боаш          | Удушающий приём (треугольник руками) | Hero Kombat 1                          | 24 апреля 2010  | 1     | 2:14  | Сан-Паулу, Бразилия                   |                                |
| Поражение | 3-2    | Гарри Падилья           | Технический нокаут (удары)           | Bellator 1                             | 3 апреля 2009   | 2     | 3:04  | Холливуд, Флорида, США                | Дебют в среднем весе.          |
| Победа    | 3-1    | Седрик Маркс            | Удушающий приём (треугольник)        | Xtreme Fight Championship              | 27 февраля 2009 | 1     | 2:06  | Остин, Техас, США                     |                                |
| Победа    | 2-1    | Ламонт Листер           | Болевой приём (рычаг локтя)          | District Combat Promotions 1           | 13 декабря 2008 | 3     | 1:32  | Вашингтон, США                        |                                |
| Поражение | 1-1    | Майк Уайтхед            | Единогласное решение                 | Platinum Fighting Productions 1        | 9 декабря 2007  | 3     | 5:00  | Кесон-сити, Филиппины                 |                                |
| Победа    | 1-0    | Хорхе Луис Безерра      | Удушающий приём (гильотина)          | Predador FC 2                          | 11 августа 2006 | 3     | 0:43  | Сан-Паулу, Бразилия                   |                                |

### Рекорд на The Ultimate Fighter: Brazil
| Результат | Рекорд | Противник         | Способ                           | Мероприятие                  | Дата          | Раунд | Время | Место нахождения    | Примечания                                         |
| --------- | ------ | ----------------- | -------------------------------- | ---------------------------- | ------------- | ----- | ----- | ------------------- | -------------------------------------------------- |
| Победа    | 3-0    | Сержиу Мораис     | Нокаут (удар коленом в прыжке)   | The Ultimate Fighter: Brazil | 17 июня 2012  | 1     | 4:07  | Сан-Паулу, Бразилия | The Ultimate Fighter: Brazil полуфинал.            |
| Победа    | 2-0    | Рене Форте        | Удушающий приём (удушение сзади) | The Ultimate Fighter: Brazil | 8 мая 2012    | 2     | 0:00  | Сан-Паулу, Бразилия | The Ultimate Fighter: Brazil предварительный раунд |
| Победа    | 1-0    | Ричардсон Морейра | Единогласное решение             | The Ultimate Fighter: Brazil | 25 марта 2012 | 2     | 5:00  | Сан-Паулу, Бразилия | The Ultimate Fighter: Brazil отборочный раунд      |